# Metronomy
Metronomy — англійський музичний електронний проєкт мультиінструменталіста і сонграйтера Джозефа Маунта, заснований у 1999 році в Тотнесі, графство Девон, Англія.
Metronomy випустили шість студійних альбомів. Прорив проєкту стався у 2011 році, коли вийшов альбом «The English Riviera», що став одним із найкращих того року, був номінований на премію Mercury Prize і зробив гурт популярним.

## Історія
Засновник Metronomy Джозеф Маунт почав писати власну музику ще в 16 років. За допомогою комп'ютера, проданого Джозефу його батьком, він почав займатися своїм улюбленим гобі. Разом з Ґабріелем Стеббінґом під час навчання в університеті грав у гуртах The Upsides і The Customers. Metronomy були утворені як сайд проєкт цих двох колективів. Пізніше до групи приєднався двоюрідний брат Джозефа Оскар Кеш.
Після переїзду в Брайтон скромний домашній проєкт Джозефа Маунта починає активну концертну діяльність, своїми чарівними живими виступами завойовуючи репутацію однієї з найбільш блискучих місцевих молодих команд. Фінансові перспективи перед Metronomy відкрилися після того, як діджей і продюсер Ерол Алкан почав використовувати сингл «You Could Easily Have Me» у своїх сетах, а потім запросив Metronomy відіграти у своєму клубі.
Влітку 2006 року Metronomy випустили свою дебютну платівку під назвою «Pip Paine (Pay the £ 5000 You Owe)». Спочатку Metronomy грали виняткову електронну музику, але з виходом другого альбому «Night Out» у 2008 році, в їхній музиці з'явився вокал.
У травні 2009 року на сторінці гурту на Myspace було оголошено, що Ґабріель Стеббінґ покине групу заради участі у власному проєкт під назвою Your Twenties. Попри це, Стеббінґ знову зіграв з групою у 2010 році на фестивалі Green Man 2010.
Басист Ґбенга Аделекан і колишня ударниця Lightspeed Champion Анна Пріор приєдналися якраз перед випуском наступного альбому.
«The English Riviera», третя студійна платівка колективу, вийшла 11 квітня 2011 року. Альбом бездоганних, простих мрійливих пісень став одним із найкращих у тому році, номінувався на премію Mercury Prize та зробив гурт популярним.
Наступні роботи закріпили статус гурту. Альбом «Metronomy Forever» вийшов у вересні 2019 року.
У 2022 році гурт випустив альбом «Small World». Новий запис вийшов більш меланхолійним у порівнянні з попереднім.
Крім написання власних пісень група активно займається створюванням реміксів, зокрема на пісні Gorillaz, Roots Manuva, Franz Ferdinand, Klaxons, Goldfrapp, The Young Knives, Zero 7, Ladytron, Кейт Неш, Леді Ґаґи і Lykke Li.

## Склад
- Джозеф Маунт — композитор, вокал, клавішні, гітара
- Оскар Кеш — гітара, саксофон, беквокал, клавішні
- Анна Пріор — ударні, вокал
- Олуґбенга Аделекан — бас, вокал
- Майкл Ловетт — клавішні, гітара

###### Колишні учасники
- Ґабріель Стеббінґ — бас

## Дискографія
- Pip Paine (Pay the £ 5000 You Owe) (2006)
- Nights Out (2008)
- The English Riviera (2011)
- Love Letters (2014)
- Summer 08 (2016)
- Metronomy Forever (2019)[7]
- Small World (2022)